# Branko Miloradović
Branko Miloradović (Vladimirci, 1976) srpski je pisac, reditelj i scenarista.

## Biografija
Prvi roman "Arijadnina nit" 2007. godine. Roman "Iris" je objavljen 2010. godine. Njegov komercijalno najuspešniji roman „Klovn“ je objavljen 2012. godine. 2015. 
Objavljuje roman za decu pod nazivom  "Beogradska mumija". Za ovaj roman nagrađen je Dositejevim perom, a po motivima romana izvedena je istoimena predstava.
Autor je scenarija: Ulica sreće, Stranac i scenarija za omnibus film pod nazivom Kišlovski. Član je Udruženja književnika Srbije. Živi i radi u Beogradu.